# لاندا دلو
لاندا دلو یک ستاره است که در صورت فلکی دلو قرار دارد.